# Dodécahydroxycyclohexane
Le dodécahydroxycyclohexane est un composé organique de formule C6O12H12 ou C6(OH)12. C'est le sextuple diol géminal du cyclohexane qui peut être aussi considéré comme le sextuple hydrate de la cyclohexanehexone, C6O6, un oxyde de carbone.

## Dihydrate
Le dihydrate du dodécahydroxycyclohexane, C6O12H12·2H2O peut être cristallisé du méthanol sous forme de plaquettes incolores ou de prismes qui se décomposent vers 100 °C.

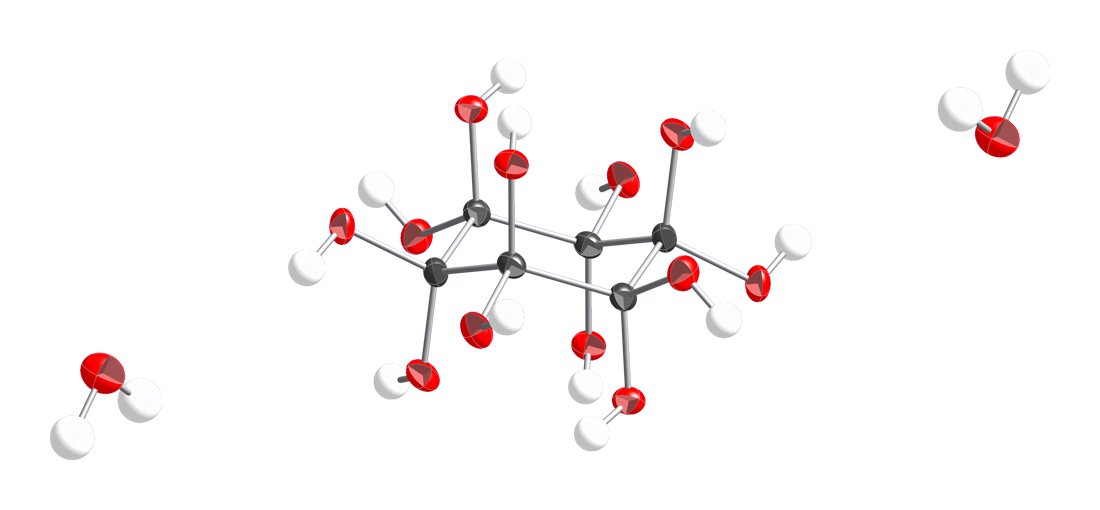
Modèle avec des ellispoïdes thermiques de la structure moléculaire du dihydrate de dodécahydroxycyclohexane

Ce composé a été synthétisé originellement en 1862 par J. Lerch en oxydant du hexahydroxybenzène, C6(OH)6 ou de la tétrahydroxy-1,4-benzoquinone, C6(OH)4O2 et a été caractérisé par R. Nietzki et al. en 1885. Cependant, ce composé a été pendant longtemps pensé être la cyclohexanehexone avec de l'eau de cristallisation, C6O6·8H2O.
Ainsi, ce produit est encore de nos jours communément appelé cyclohexanehexone octahydrate, hexacétocyclohexane octahydrate, triquinoyl octahydrate et autres noms similaires. Sa vraie nature était suspectées depuis 1950 et même avant mais n'a été expérimentalement confirmée par analyses de diffractométrie de rayons X qu'en 2005.